# Maria Scharfenberg
Maria Scharfenberg (* 4. Februar 1952 in Aschendorf/Ems, Niedersachsen) ist eine bayerische Politikerin von Bündnis 90/Die Grünen und war von 1998 bis 2013 Mitglied des Bayerischen Landtages. Seit 2014 ist sie 3. stellvertretende Landrätin des Landkreises Regensburg.

## Leben
Scharfenberg war zunächst als Lehrerin an einer Realschule tätig. Nach ihrem Umzug nach Bayern machte sie sich als Ernährungs- und Ökologieberaterin selbstständig. Von 1994 bis 1998 arbeitete sie als Regionalmitarbeiterin des Bundestagsabgeordneten Helmut Wilhelm (Bündnis 90/Die Grünen). 
Maria Scharfenberg ist römisch-katholisch, hat zwei erwachsene Kinder (einen Sohn und eine Tochter) und lebt im Landkreis Regensburg.

## Partei
Seit 1980 ist sie Mitglied der Grünen. Sie war Sprecherin des Orts- und Kreisvorstandes in Niedersachsen, dann von 1992 bis 1999 Mitglied des Kreisvorstandes Regensburg. Seit 1993 war sie Bezirksvorsitzende der Oberpfälzer Grünen. 1994 wurde sie zur Sprecherin der Landesarbeitsgemeinschaft Ökologie gewählt, 1999 zur Sprecherin der Landesarbeitsgemeinschaft Verkehr und Siedlungswesen. 1995 wurde sie für zwei Jahre als Beisitzerin im Landesvorstand der Bayerischen Grünen. 2007 wurde sie erneut als Beisitzerin in den Landesvorstand der bayerischen Grünen gewählt und hatte das Amt bis 2009 inne.

## Kommunales
Bei der Kommunalwahl 1996 wurde sie als grüne Markrätin in der Gemeinde Laaber und als Kreisrätin im Landkreis Regensburg gewählt. Diese Ämter hat sie bis heute inne. Seit 2014 ist Scharfenberg Stellvertreterin der Landrätin Tanja Schweiger. 
Als Frau Scharfenberg 2016 eine tödliche (und daher nicht legale) Marderfalle in ihrem Garten aufstellte, starb darin eine Katze. Sie zahlte deswegen eine Geldstrafe. Die Grüne Jugend Regensburg wollte jedoch ihren Rücktritt. Dies lehnte sie jedoch ab. Daraufhin traten zwei Grünen-Mitglieder des Donaustaufer Ortsverbands aus der Partei aus. Weil die verbliebenen zwei Mitglieder laut Satzung zu wenig sind, um einen Verband zu bilden, gibt es in Donaustauf keinen Grünen-Ortsverband mehr.

## Tätigkeiten im Bayerischen Landtag
Bei der Landtagswahl 1998 wurde sie erstmals über Listenplatz 1 der oberpfälzischen Bezirksliste in das Parlament gewählt. Als Direktkandidatin im Stimmkreis Regensburg-Stadt scheiterte sie mit 11,2 %. Scharfenberg wurde Mitglied im Petitionsausschuss. Sie gehört ebenso dem Landtagspräsidium an und wurde als achte Schriftführerin gewählt. 2013 wurde ihr ehemaliger Mitarbeiter Jürgen Mistol an ihrer Stelle über die Bezirksliste in den Bayerischen Landtag gewählt.

## Mitgliedschaften
- Gründungsmitglied der bayerischen Petra-Kelly-Stiftung
- Bund Naturschutz in Bayern
- Agenda-Forum